# Nuevo Laguna Escondida
Nuevo Laguna Escondida är en ort i Mexiko.   Den ligger i kommunen Tierra Blanca och delstaten Veracruz, i den sydöstra delen av landet, 300 km öster om huvudstaden Mexico City. Nuevo Laguna Escondida ligger 32 meter över havet och antalet invånare är 142.
Terrängen runt Nuevo Laguna Escondida är mycket platt, och sluttar österut. Runt Nuevo Laguna Escondida är det ganska tätbefolkat, med 75 invånare per kvadratkilometer. Omgivningarna runt Nuevo Laguna Escondida är en mosaik av jordbruksmark och naturlig växtlighet.